# Molophilus (Molophilus) crassistylus
Molophilus (Molophilus) crassistylus is een tweevleugelige uit de familie steltmuggen (Limoniidae). De soort komt voor in het Australaziatisch gebied.